# Кулактепа
Кулактепа (узб. Quloqtepa) — археологический памятник V—VIII, X—XV вв. Представляет собой поселение c цитаделью. 
Входит в список «Объектов материального культурного наследия Узбекистана республиканского значения». 

## Расположение
Городище находится в северной части Ташкента в районе канала Каракамыш, в 3,5 км от городища Юнусабад Актепа, на 4-квартале массива Юнусабад.

## Характеристика
Представляет собой холм пирамидальной формы на месте цитадели, высотой до 12 метров, отделённого от поселения рвом. Общая площадь городища — прямоугольник размерами 700 на 200 метров. Поселение возникло на торговом пути соединяющем между собой города Согда и Чача. 
Городище состояло из цитадели-кёшка и одного или нескольких поселений. Цитадель имеет форму правильной четырёхгранной пирамиды, разделённой рвом с холмом поселения, в некотором отдалении имеются ещё два холма, не связанных друг с другом. Кёшк состоит из двух этажей, расположенных на платформе, подъём на которую осуществлялся по пандусу, вход находился в западной части пирамиды. Нижний этаж состоял из системы узких коридоров-хранилищ, которые были расположены группами в два-три помещения во всех четырёх частях пирамиды. На севере от входа находился широкий коридор, на котором находился пандус на второй этаж. Характерно, что нижний этаж, также как и в цитадели Юнусабад Актепа, был наглухо забутован, но постройки нового этапа не сохранились. 
Обнаруженная при обследовании городища керамика полностью идентична находкам Юнусабад Актепы. Посуда характерная для Ташкентского оазиса более близкая к Согдийской культуре, чем местной Каунчинской культуре. Преобладающие формы — кружки с петельной ручкой, имеющие цилиндрическую верхнюю часть, очень популярные для Чача этого времени. Комплекс городищ Юнусабад Актепа, Кулактепа и Чаштепа  в типологическом плане более блиок к согдийскому и уструшанскому типам дворцов-резиденций. Возможно, что городище Актепа было родовым поместьем местного правителя, а Чаштепа и Кулактепа, из-за меньших размеров — поместьями мелких феодалов.

## История открытия и изучения
Упоминается Н. Г. Маллицким в книге «Ташкентские махалля и мауза» (1927). 
Обследование городища производились в 1968 году Ташкентской археологической экспедицией.